# Kandalica
Kandalica (en serbe cyrillique : Кандалица) est un village de Serbie situé dans la municipalité de Knjaževac, district de Zaječar. Au recensement de 2011, il comptait 25 habitants.

## Démographie
| 1948 | 1953 | 1961 | 1971 | 1981 | 1991 | 2002 | 2011 |
| ---- | ---- | ---- | ---- | ---- | ---- | ---- | ---- |
| 256  | 251  | 223  | 174  | 129  | 88   | 52   | 25   |

|  |